# Hulluch
Hulluch je francouzská obec, která se nachází v departementu Pas-de-Calais, v regionu Hauts-de-France.
Obec je poprvé zmíněná v roce 1070 v listině d’Eustache, hraběte z Boulogne
V průběhu 11. a 12. století byla obec vystavena drancování a teroru francouzských a vlámských vojsk. V letech 1303 a 1304 vlámská vojska vyplenila a vypálila místní hrad, město a jeho všechnu úrodu. Ve 14. a 15. století obec odolávala další devastaci vlámských ozbrojených gangů. V 16. století byla obec pod okupaci španělských a francouzských armád. V roce 1674 byla kompletně zničená.
Hulluch je součástí území v Hauts-de-France s hnědouhelnými doly. Těžba zde započala v roce 1902 a byla ukončena v roce 1978. Z dolů se odčerpávala voda, tím došlo k odvodnění mokřadů v okolí obce. Svor na výsypkách, které zbyly po těžbě se nyní používá k výrobě cihel a postupně mizí.
V okolí obce je mnoho památných míst, kde probíhaly boje první světové války a některá místa patří do červené zóny, kde jsou periodicky nacházeny zbytky nevybuchlé munice